# Méditations métaphysiques
Pour l'œuvre de Husserl, voir Méditations cartésiennes.
Les Méditations métaphysiques (ou Méditations sur la philosophie première) sont une œuvre philosophique de René Descartes, parue pour la première fois en latin en 1641. Du point de vue de l'histoire de la philosophie, elles constituent l'une des expressions les plus influentes du rationalisme classique.
Le titre original traduit en français de Méditations sur la philosophie première indique que cet ouvrage a été écrit en partie comme une critique de la philosophie première qui était alors enseignée dans les universités, mais aussi pour en proposer une nouvelle à la place. Comme pour la plupart des ouvrages classiques au fil du temps, les Méditations ont reçu des interprétations très différentes.
Dans ses Méditations, Descartes soutient qu'en dépit des arguments sceptiques contre la vérité et la certitude, il y a des connaissances légitimes. Aussi, il présente l'homme comme ayant une substance essentiellement pensante (cogito), qui s'oppose à son corps, qui lui est une substance matérielle (voir dualisme de substance).

## Présentation générale

### Contexte
On ne peut bien comprendre les Méditations sur la philosophie première qu'en les restituant dans leur contexte.
Descartes considère que la métaphysique telle qu'elle est décrite par la scolastique à partir de la philosophie première d'Aristote, n'est plus à même de fonder les sciences nouvelles. Dès l'automne 1627/8, il était intervenu lors d'une espèce de colloque philosophique chez le nonce du pape, Guidi di Regno pour soutenir la philosophie qui sous-tendait ses travaux en physique. Le cardinal de Bérulle, présent à cette réunion, lui fit une « obligation de conscience » de publier ses idées philosophiques. Durant les neuf premiers mois de son séjour en Hollande, en 1629-1630, Descartes a esquissé un traité de la divinité.
En juin 1633, Galilée est condamné par l'Inquisition pour son ouvrage Dialogo sopra i due massimi sistemi del mondo (Dialogue sur les deux grands systèmes du monde), dans lequel il fait dialoguer un aristotélicien, partisan du géocentrisme, et un homme sans a priori partisan de l'héliocentrisme.
Vers novembre 1633, René Descartes est informé de la condamnation de Galilée, et, en 1634, il reçoit de son ami Beeckman, un exemplaire du Dialogo sopra i due massimi sistemi del mondo. Par sincère soumission aux autorités ecclésiastiques, Descartes renonce à publier son Traité du monde et de la lumière dans lequel il défend la thèse de l'héliocentrisme ; mais, par prudence envers la censure, il « avance masqué » (larvatus prodeo), en dissimulant partiellement ses idées nouvelles sur l’homme et le monde dans ses pensées métaphysiques. Descartes pense que Galilée a manqué de méthode pour défendre la nouvelle représentation du monde qu'il proposait. Il publie alors, en 1637, trois extraits du Traité du monde : la Dioptrique, les Météores et la Géométrie, accompagnés d'une préface, le célèbre Discours de la méthode (1637). Il décide de poursuivre le projet philosophique engagé avec l'esquisse du traité de la divinité, en publiant les Méditations Métaphysiques, dans le but de montrer que la philosophie soutenue par les autorités en place, la scolastique, est inapte à décrire le monde tel que le conçoit la science nouvelle.

### Objectifs
Ces méditations sont une expérience philosophique. L'usage du terme « méditation », peu courant en philosophie, ne s'est pas fait par hasard : il s'agit d'une introspection, il s'agit de narrer le cheminement d'une réflexion plutôt que d'exposer un traité qui constituerait un ensemble de raisonnements déductifs. Un philosophe nous présente son expérience, il nous appartient de refaire la même, et non pas seulement de lire l'œuvre comme un simple manuel.
Le but de cette réflexion est de trouver des fondements solides à la connaissance. Qu'est-ce qui me permet de croire que je connais des vérités ? La première étape consistera à rejeter tout ce qui est douteux, afin de trouver quelque chose qui ne le soit pas. La conséquence de cela sera que tout se trouvera rejeté, à l'exception d'une chose : moi comme sujet pensant, donc existant (le fameux cogito cartésien). S'ensuit la reconstruction de la connaissance, sur la base de la certitude. On découvrira comme première certitude notre propre existence, puis celle de Dieu, puis celle des essences et enfin celle des existences.
Il s'agit donc dans cette œuvre de balayer les anciens préjugés et de repartir sur des choses certaines, pour lesquelles le doute n'est plus possible.

### Genèse de l'œuvre
La première édition latine paraît à Paris en 1641, avec six séries d'Objections et Réponses, sous le titre de Meditationes de Prima Philosophia, in quibus Dei existentia et animae humanae immortalitas demonstrantur (Méditations sur la philosophie première, dans lesquelles sont démontrées l'existence de Dieu et l'immortalité de l'âme); en 1642 paraît à Amsterdam la deuxième édition, avec des corrections, la septième série d' Objections et Réponses et un titre modifié:... in quibus Dei existentia, et animae humanae a corpore distinctio demostrantur (dans lesquelles sont démontrées l'existence de Dieu et la distinction de l'âme humaine dans le corps).
Une version française, rédigée par Louis Charles d'Albert de Luynes sous la supervision de Descartes paraît à Paris en 1647.
Cette œuvre, conduite à la première personne, décrit un parcours de réflexion que le lecteur est invité à suivre à son tour. Il se divise en six étapes ou méditations, chacune étant consacrée au traitement d'un ensemble particulier de problèmes. L'emploi du terme de méditation et le choix de ce mode de composition distinguent les Méditations d'un simple traité philosophique. Descartes, qui fut instruit chez les Jésuites au Collège de la Flèche, a vraisemblablement emprunté cette méthodologie aux Exercices Spirituels d'Ignace de Loyola, dont les divisions marquent de manière analogue les étapes successives du travail de conversion.
Les Méditations restent conformes aux grandes articulations conceptuelles de la métaphysique, telles que le théologien jésuite Francisco Suarez les a thématisées dans ses Disputationes Metaphysicae : Descartes, comme ses prédécesseurs, s'interroge ici sur la nature de l'âme et sur son immortalité, propose de nouvelles démonstrations de l'existence de Dieu, et s'efforce de déterminer l'essence commune des objets matériels. Mais l'œuvre est également porteuse d'exigences et de problèmes nouveaux, dont les prolongements sont facilement repérables dans les œuvres de Malebranche, Spinoza et Leibniz. Tout d'abord, les Méditations donnent sa pleine mesure au rationalisme déductif, d'inspiration mathématique, qu'avaient théorisé les Règles pour la Direction de l'Esprit et le Discours de la Méthode. Dès les premières pages, Descartes se donne pour objectif la détermination des fondements sur lesquels doit reposer l'édifice de nos connaissances. Ces fondements ou principes sont les vérités ultimes - elles ne doivent pas être connues par inférence - dont doivent dépendre toutes les autres, notamment celles qu'établissent les sciences. Descartes est ainsi conduit, dans la Première Méditation, à mettre ses croyances à l'épreuve du doute jusqu'à ce que sa quête de certitude absolue aboutisse, au début de la Méditation suivante, à la formulation de la certitude de son existence. Ce résultat philosophique, qui accorde de nouveaux droits théoriques au critère de la certitude, a souvent été interprété comme l'irruption du sujet « moderne » au cœur du discours philosophique. En effet, la subjectivité n'est plus ici simplement comprise comme obstacle à la connaissance : le sujet pensant qui emprunte le chemin du doute cartésien est amené à découvrir en lui-même, par ses propres forces (et non à la faveur d'une révélation venue du dehors), le fondement de toute vérité.

### Plan desMéditations
1. Méditation première : Des choses que l'on peut révoquer en doute.
2. Méditation seconde : De la nature de l'esprit humain ; et qu'il est plus aisé à connaître que le corps.
3. Méditation troisième : De Dieu ; qu'il existe.
4. Méditation quatrième : Du vrai et du faux.
5. Méditation cinquième : De l'essence des choses matérielles ; et, derechef de Dieu, qu'il existe.
6. Méditation sixième : De l'existence des choses matérielles ; et de la réelle distinction entre l'âme et le corps de l'homme.

L'ouvrage comporte en outre sept ensembles d'objections adressées à Descartes par divers philosophes et théologiens contemporains (parmi lesquels figurent Thomas Hobbes, Antoine Arnauld et Pierre Gassendi) auxquelles sont jointes les réponses de l'auteur.

## Les six méditations

### Première: Des choses que l'on peut révoquer en doute

#### Les préjugés de l'enfance
Cette première méditation est ce qu'on a appelé la « tabula rasa » (tabula rasa). Il s'agit de rejeter tout ce qui est douteux. Descartes n'étant pas un sceptique, il considère que cette mise en doute ne doit être pratiquée « qu'une seule fois en sa vie », et non pas de manière permanente. La première étape pour faire table rase est de s'attaquer aux préjugés issus de l'enfance, car le philosophe remarque que beaucoup de ses certitudes lui viennent de l'enfance. Or l'enfance est un âge où la raison est mal formée.

#### Les arguments en faveur du doute
Lors de sa première méditation, Descartes va successivement se servir de plusieurs arguments qui l'amèneront à douter. Chaque argument lui permettra de restreindre le champ de ce qui est connaissable. La première partie de ces arguments (jusqu'à l'argument du rêve) sont appelés « doute naturel ». La deuxième partie est celle du doute « hyperbolique » (car il s'étend exagérément à tout).
Les arguments soulevés par Descartes trouvent chacun des objections, à l'exception du dernier :
| Argument | Objection |
| --- | --- |
| Argument des sens trompeurs (il m'est arrivé que mes sens me trompent parfois. Je ne puis donc être certain de ce dont ils m'informent.) | Mes sens me trompent quant aux objets lointains. Je ne peux donc douter des choses trop évidentes : j'ai des mains, il y a un ciel, etc. |
| Argument de la folie (certaines personnes, dites folles, se trompent quant à la nature même de leurs corps : ils pensent être des carafes, être vêtu d'habits de roi lorsqu'ils sont en guenilles, etc.)                                    | Mais ces gens là sont fous donc irrationnels. Il serait absurde de raisonner sur de l'irrationnel. |
| Argument du rêve (lorsque je rêve, les choses me paraissent aussi réelles que lorsque je suis éveillé. Il se peut donc que quelque chose qui me paraisse réel soit en fait une illusion.)                                                   | Mais bien que je puisse être en train de rêver, certaines choses, universelles, ne changent pas : les vérités mathématiques, l'étendue, la durée, etc. |
| Argument du Dieu trompeur (peut-être Dieu a-t-il fait de telle sorte qu'il n'y a aucune terre, aucun ciel, aucune étendue, durée, etc., et que les vérités mathématiques sont fausses (les côtés d'un carré, l'addition de 2 et de 3, etc.) | Mais Dieu est bon. À défaut de faire que je puisse me tromper toujours, il a pu faire que je me trompe parfois. Si des personnes nient l'existence d'un tel dieu, si puissant, qui créa toutes choses, ils devront expliquer avec d'autant plus de peines qu'ils accorderont à ma nature de faiblesses dans la création : plus mon créateur est faible, plus j'ai de chances de me tromper. |
| Argument du Malin génie (je supposerai que mes certitudes les plus établies sont en fait un mauvais tour joué par un être tout puissant qui aurait décidé de me tromper.)                                                                   | Aucune. |

### Seconde: De la nature de l'esprit humain, et qu'il est plus aisé à connaître que le corps

#### Trouver un point fixe
Dans cette méditation, Descartes cherche à trouver « un point fixe et assuré » pour se mettre hors de doute : je vais trouver une certitude qui est le résultat du doute ; d'où la métaphore de la noyade. Le premier paragraphe de sa méditation est un récapitulatif de sa première méditation. Descartes récapitule l'ensemble de ses doutes et les causes de ces doutes sont au nombre de trois :
- l'ensemble des corps qui me sont extérieurs et que j'identifie comme étant faux,
- mes sens sont trompeurs,
- la suspicion de mon propre corps

Descartes démontre qu'il existe en tant que chose pensante, en affirmant « je suis, j'existe ». Il se demande après cela ce qu'il est. Il veut alors obtenir sur lui-même davantage de connaissances que la seule conscience de son existence. Il note que les sens semblent d'abord plus distincts que l'esprit mais l'exemple du morceau de cire démontre que l'esprit est le fondement de toute connaissance et qu'il est plus aisé à connaître.

#### L'exemple du morceau de cire
Descartes procède en premier lieu à la description de l'appréhension sensible d'un morceau de cire. Cette perception est très riche, elle contient la couleur, l'odeur, la température, la figure, le poids, le son que fait l'objet lorsqu'on le tape... Mais dès qu'on introduit le morceau dans le feu il fond de sorte que tous les attributs sensibles que l'on avait identifiés changent. Seul l'entendement peut concevoir l'existence du morceau de cire après qu'il a fondu. Après l'examen rationnel du morceau on est donc passé d'une connaissance imparfaite à une connaissance évidente, c'est-à-dire claire et distincte, de l'objet. C'est donc l'entendement qui est l'organe de la connaissance des objets.
Descartes démontre également par cet exemple l'intitulé de la méditation : l'esprit est plus aisé à connaître que le corps. Conformément à la première méditation en effet, il reste méfiant de toute réalité sensible, le morceau de cire peut être une manipulation du dieu trompeur. Par conséquent ce que je connais dans mon examen du morceau c'est mon esprit davantage que l'objet lui-même. Je connais le fait de ma pensée du morceau. Le morceau de cire me permet de connaître mon esprit et ses attributs.

### Troisième: De Dieu, qu'il existe
On arrive donc à cette méditation en étant sûr de notre existence, mais en devant rejeter toute forme de sensibilité. Pourtant, le but est de rejoindre le monde, de s'assurer de certitudes concernant le monde. Il faut donc trouver ce qui rend la connaissance de moi aussi certaine et tenter de l'appliquer à d'autres choses.

#### Le critère de vérité
Ce qui permet la certitude de mon existence, c'est le fait d'en avoir une idée claire et distincte. On peut donc considérer que si j'ai une idée claire et distincte d'une chose, elle est sûre. Les évidences mathématiques, comme le fait que 2 + 3 = 5 sont de telles évidences claires et distinctes. Seulement, une idée ne peut être claire et distincte qu'au moment même où je la pense. Dès que j'arrête d'y penser, que je tente de la lier à d'autres choses, le dieu trompeur peut intervenir. Il est donc indispensable de supprimer l'hypothèse du dieu trompeur.

#### L'analyse des pensées
Descartes va y parvenir en analysant les pensées. Il distingue trois types de pensées : les idées, les volontés et les jugements. Les jugements sont des actes. Le malin génie peut donc les fausser. Les idées et les volontés, ne sont que des représentations (une idée sera toujours vraie tout comme un désir...). Descartes les distingue entre idées innées, idées adventices (venant de l'extérieur) et idées factices (créées par moi). Les idées adventices sont intéressantes, car elles ne dépendent pas de moi. Elles peuvent donc me permettre de faire un lien avec le monde.
Le contenu de l'idée (la chose extérieure qu'elle représente) n'existe peut-être pas, mais il n'en reste pas moins que cette idée a une forme dans mon esprit. Cette forme, j'ai pu la produire moi-même, sans qu'elle ne soit liée à un contenu réel. Il s'agit donc de trouver une forme claire et distincte que je n'aurais pu construire moi-même.

#### La certitude de l'existence de Dieu
Cette forme, c'est l'infinie perfection, c'est Dieu. J'aurais pu former toute autre idée en la composant depuis les diverses idées qui m'habitent, y compris les idées obscures et confuses. Mais l'idée d'infini est claire et distincte, et pourtant me dépasse. Il faut donc qu'elle ait une réalité objective. À savoir : le contenu de l'idée, c'est la réalité objective ; le fait que ce soit mon esprit qui la forme, c'est la réalité formelle de l'idée. Or, l'idée d'infini a une réalité objective supérieure à la réalité formelle. C'est-à-dire que, je ne peux pas produire une idée dont la réalité objective (l'infini, la perfection, Dieu) dépasse ma condition, qui est d'être fini. Par ce principe de causalité « il y a au moins autant de réalité dans l'effet que dans sa cause ». De là, la présence de cette idée s'explique : seul un être effectivement infini (cause) peut produire cette idée (effet). Seul Dieu lui-même a donc mis en moi cette idée.
De plus, la volonté de tromperie est une imperfection. Or Dieu a toutes les perfections. Il ne peut vouloir me tromper. L'hypothèse du dieu trompeur est levée.

### Quatrième: Du vrai et du faux
Ayant prouvé hors de tout doute que Dieu existe, Descartes entame une quatrième méditation dans l’optique de décerner l’origine des erreurs. Or, il tient comme indubitable la bonté de Dieu ; pourquoi donc aurait-Il conçu l’homme de telle manière qu’il se trompe ?

#### Le but de Dieu
Entendu que Descartes se place quelque part entre la divinité et le néant sur l’échelle de l’existence, il rejette la possibilité qu’il y ait quelque chose en lui d’une telle imperfection qu’il se fourvoie involontairement, tout en admettant qu’il soit sujet à quelques manquements dans la connaissance. À savoir pourquoi Dieu ne l’a pas créé parfait en tous points, Descartes rétorquerait que cela constitue une question à laquelle notre entendement fini ne peut point répondre. Nous reprochons à Dieu nos erreurs en pensant qu'il aurait dû nous faire parfaits, mais son but n'est pas de faire l'homme le plus parfait possible, c'est de faire le monde le plus parfait possible. L'imperfection de l'humain est peut-être nécessaire à la perfection du monde. Nous avons tout de même en nous des traces de la perfection divine.

#### La perfection de la volonté
Ainsi notre volonté, cette « puissance d’élire », étant, elle, infinie, relève de cette perfection. Aussi, le fait que nous puissions nier ou affirmer n’importe quelle chose nous confère une liberté de choix sans équivoque. Néanmoins, Descartes voit en cette même amplitude de volonté la source même de l’erreur humaine, puisqu’elle se heurte inévitablement à notre entendement limité. En effet, ce que notre entendement perçoit est hors de tout doute vrai, puisque Dieu est bon ; notre volonté nous permet d’affirmer toute chose qui est vraie, mais aussi d’affirmer tout ce qui est faux. Il faut retenir notre volonté dans les bornes de l'entendement.

#### La source des erreurs
De ce fait, toute chose affirmée ou niée à l’intérieur du spectre des connaissances indubitables est elle-même vraie. Or, notre imagination, tel que son nom l’indique, a la capacité de concevoir l’imaginaire, l’irréel, et ainsi passer outre aux limites finies de notre entendement. À partir de ce moment, il est de l’avis de Descartes que l’on doit s’abstenir de tout jugement, c’est-à-dire de tout exercice de la volonté, puisqu’il n’y a aucune raison qui puisse nous persuader d’affirmer plutôt que de nier une proposition. Voilà donc un bon usage du libre arbitre; les mauvais usages, eux, sont plus nombreux. Par exemple, si l’on perçoit un arbre au loin, il est de l’issue de notre volonté d’affirmer qu’il y ait un arbre ou de croire que ce fut un rêve. Or, dans un cas comme dans l’autre, notre entendement ne se trompe jamais, puisqu’il est vrai qu’il perçoit un arbre ; il est également vrai que Dieu nous ait donné la puissance d’élire une possibilité ou l’autre ; il peut cependant se révéler faux qu’il s’agisse bel et bien d’un arbre.
En définitive, Descartes réitère sa croyance que Dieu est bon, puisqu’il a fait de l’homme un libre arbitre de la connaissance. Il lui est donc possible d’affirmer tout ce qui est vrai et d’infirmer tout ce qui est faux, quoiqu’en vérité il faille davantage qu’il s’abstienne de jugement, selon Descartes.

### Cinquième: De l'essence des choses matérielles; et, derechef de Dieu, qu'il existe
Désormais, nous sommes parés pour avoir des connaissances indubitables. Je possède un critère de vérité : le fait qu'une idée soit claire et distincte. Je suis assuré de la fiabilité et de la permanence de ce critère : Dieu existe et il est vérace. Il s'agit maintenant de produire des connaissances. Nous avions vu que les essences (ce qui se trouve dans l'esprit, i.e. les idées) sont plus faciles à connaître que les existences (ce qui se trouve dans le monde, dans la réalité, i.e. les corps). Il est temps de s'intéresser à l'essence des choses matérielles, c'est-à-dire aux idées qui prétendent relever de quelque chose qui nous est extérieur.

#### L'essence des choses matérielles, c'est l'étendue
La première idée claire et distincte concernant les choses matérielles est que ces choses sont de l'étendue. Elles occupent un certain espace. Elles sont donc mesurables. L'essence des choses matérielles est cette étendue. Cette étendue a plusieurs modes d'expressions : la profondeur, la durée, la figure, le mouvement. Ces diverses caractéristiques constituent la forme des idées matérielles, au sens de forme que nous avions vu dans la seconde méditation. Nous disposons donc d'éléments mesurables des essences des choses matérielles, ce qui nous permet d'exercer une science physique mathématique a priori (précédent l'expérience sensible de ces choses).
Ce qui est intéressant, c'est de s'attacher aux idées innées de l'étendue. Si, partant de la définition : « un triangle est une figure à trois côtés », je me représente le triangle, j'en ai une idée claire et distincte sans que je ne l'aie moi-même créée (toute personne la possède) et sans qu'elle ne me vienne de l'extérieur. La physique va donc étudier ces idées nécessaires (qui ne peuvent pas ne pas être) concernant l'étendue.

#### La preuve ontologique
Avec cette connaissance des idées innées, Descartes pose une nouvelle preuve de l'existence de Dieu. Il s'agit cette fois de démontrer que Dieu existe selon une perspective scientifique. Par cette originalité, c'est cette démonstration qui sera retenue, bien que celle de la troisième méditation reste la démonstration fondamentale pour Descartes.
Dieu a toutes les perfections. Or l'une de ces perfections est l'existence. Il s'agit bien ici d'une idée innée : je n'ai jamais vu Dieu et je n'ai pu créer l'idée d'infinie perfection. Il s'ensuit de cela que Dieu existe nécessairement.

### Sixième: De l'existence des choses matérielles; et de la réelle distinction qui est entre l'âme et le corps de l'homme
Maintenant que nous pouvons connaître l'essence des choses matérielles, il ne nous reste plus qu'à démontrer leur existence.

#### Distinction de l'âme et du corps
Quand j'imagine des choses, cela peut être créateur ou reproductif. Lorsque c'est reproductif, ce n'est pas ma volonté qui produit la spatialité de l'idée. Il se peut donc qu'elle me vienne de l'extérieur. Il faut donc, pour pouvoir sortir du doute sur les choses extérieures, étudier la sensibilité.
Descartes commence par distinguer l'âme du corps. Les idées et les choses matérielles sont des choses distinctes, or mon corps est une chose matérielle et mon esprit relève des pensées.

#### Vérité des pensées et vérité des sens
De la même manière que Dieu, puisqu'il est vérace, garantit que les choses claires et distinctes dans l'esprit sont vraies, il garantit que les sensations qui s'imposent fortement à moi sont vraies. Il y a donc deux formes de vérités : celle de l'esprit et celle du corps. Il convient néanmoins de ne pas les mélanger, car les vérités du corps sont obscures et confuses.
Or, mélanger les deux, c'est justement ce qui fait que mes sens me trompent, ou plutôt : que je me trompe sur mes sens. Mes sens eux-mêmes ne mentent jamais ; c'est lorsque je les interprète que je tombe dans l'erreur.

#### L'union de l'âme et du corps
Dans les cinq méditations précédentes, il y a toujours deux substances différentes, qui n'entretiennent pas de véritable rapport : la substance pensante (l'âme) et la substance étendue (le corps). Jusqu'à la Ve méditation, un homme n'est rien de plus qu'une substance pensante. L'analyse de sentiments tels que la douleur nous permet de savoir qu'un homme ne se réduit pas à un pur sujet pensant : il possède aussi un corps, auquel il est intimement lié.
Notre âme ne peut être indifférente au corps dans lequel elle s'incarne. Je suis comme un pilote en son navire, mais je ne suis pas seulement ça. C'est-à-dire qu'il y a bien un rapport de sujet à objet entre le corps et l'âme : le pilote a intérêt à ce que le navire ne prenne pas l'eau, de même je dois veiller à l'entretien et à la préservation de mon corps, mais lorsque mon corps est affecté, mon âme l'est aussi, l'âme et le corps font tous deux partie du sujet. La douleur est une façon de vivre son corps : je suis un corps qui souffre, je n'ai pas simplement un corps-objet que je possède, et dont les détériorations ne m'affectent pas.
Il est impensable par le biais des idées claires et distinctes, par l'entendement, que de la pensée s'unisse à de l'étendue, mais par la voie du sentiment, nous faisons l'expérience de cette union. Il y a donc deux types de connaissances, la connaissance par la clarté et la distinction des idées, et la connaissance par sentiment. La cohérence de ces deux connaissances est incompréhensible pour l'homme, mais nous savons par contre que les deux sont vraies.

#### Sortie définitive du doute
Finalement, tous les doutes de la première méditation ont été levés, à l'exception d'un seul : le rêve. Or, dans le rêve, mes idées ne sont jamais liées de façon méticuleuse, donc, chaque fois que je peux lier exactement mes idées entre elles, je sais que je suis éveillé. Le monde autour de nous est une construction de notre pensée, c'est la liaison entre nos idées. Aucun monde ne s'est jamais donné à contempler, c'est le sujet qui le construit.
Descartes achève les méditations sur la finitude et la faiblesse de notre connaissance. Le monde n'est jamais fini, il est toujours à construire, on peut parler de développement indéfini de nos connaissances du monde.

## Objections
Descartes, qui était en Hollande vers 1640, avait chargé Mersenne de communiquer les Méditations sur la philosophie première pour recueillir des commentaires des meilleurs esprits.

### Premières objections, faites par M. Caterus, savant théologien des Pays-Bas
Les premières objections sont faites par Johan (Johannes) de Kater, plus connu sous le nom latin « Caterus », un prêtre et théologien d'Alkmaar. Elles sont transmises à Descartes via deux amis communs, Bannius et Bloemaert.Caterus y apporte ses objections relatives principalement aux preuves de l'existence de Dieu avancées par Descartes.
Caterus montre cependant son accord avec certaines thèses cartésiennes, principalement : le cogito par lequel on arrive à l'idée d'un « être parfait et infini » en nous. Il bute cependant sur l'idée selon laquelle cette idée de l'infinie perfection et sa réalité objective soit produite par un être effectivement infini, Dieu (agissant comme cause de l'effet qu'est l'idée en question). Pour le théologien, cette idée (de Dieu) ne requiert point de causes. Ainsi, l'idée ne pourrait être mise hors de l'entendement, et elle n'aurait pas d'existence objective.
Descartes répond à cette objection que « l'existence nécessaire » (et non « possible ») est comprise dans l'idée de Dieu, et qu'ainsi, il ne peut qu'exister hors de l'entendement, l'idée de Dieu étant causée par Dieu également.

### Troisièmes objections, faites par M.Hobbeset réponses
Apprenant la présence de Thomas Hobbes à Paris, Mersenne s'adressa à lui, et Hobbes écrivit les Troisièmes Objections, qui sont un témoignage précieux pour l’étude de sa philosophie première. Ses objections furent transmises à Descartes en janvier 1641. Après d'autres objections de Hobbes, contre la Dioptrique cette fois, Descartes finit par refuser d'avoir encore affaire à « cet Anglais ».

### Quatrièmes objections, faites parArnauld
Dans la troisième Médiation, Descartes introduit la doctrine de la fausseté des idées. Dite autrement c’est la notion d’idée vraie et d’idée fausse. Descartes répond aux diverses objections, mais les critiques d’Arnauld sur ses travaux feront que, par la suite, la fausseté matérielle disparut des ouvrages de Descartes.

### Cinquièmes objections, faites parGassendi
Pierre Gassendi (1592-1655), dans les Disquisitio metaphysica ([1644] Paris, Vrin, 1986), reprend point par point les Méditations Métaphysiques et propose des doutes qui sont autant de réfutations. On peut voir notamment, dans le 4e doute contre la 6e méditation, que Gassendi cherche à réfuter la thèse de Descartes selon laquelle le sujet est une chose pensante et sans étendue, à l’opposé du corps qui est une chose étendue et non-pensante. Pour Gassendi, on ne peut pas établir une telle distinction, puisque l’idée du corps appartient à l’esprit, mais pour exprimer le corps elle doit avoir une étendue. Ainsi il y a de l’étendue dans l’esprit. Car qu’est-ce que l’idée du corps ? C’est une représentation, une image (ce dont Descartes lui-même convient), donc selon Gassendi elle s’étend dans l’espace.
Gassendi appelle, avec ironie, son adversaire ''esprit'' (mens), tandis que Descartes, excédé lui répond en l'appelant ''ô chair''.
Pour plus d'éléments sur les cinquièmes objections, voir Sophie ROUX, Les Recherches métaphysiques de Gassendi : vers une histoire naturelle de l’esprit (2013).

### Septièmes objections, faites par le P. Bourdin, et remarques de Descartes
Descartes répond aux objections du père Bourdin par la métaphore du panier de pommes :
« Je me servirai ici d'un exemple fort familier pour lui faire ici entendre la conduite de mon procédé, afin que désormais il ne l'ignore plus, ou qu'il n'ose plus feindre qu'il ne l'entend pas. Si d'aventure il avait une corbeille pleine de pommes, et qu'il appréhendât que quelques-unes ne fussent pourries, et qu'il voulut les ôter, de peur qu'elle ne corrompissent le reste, comment s'y prendrait-il pour le faire ? Ne commencerait-il pas tout d'abord à vider sa corbeille, et après cela, regardant toutes ces pommes les unes après les autres, ne choisirait-il pas celles-là seules qu'il verrait n'être point gâtées, et, laissant là les autres, ne les remettrait-il pas dedans son panier ? Tout de même aussi, ceux qui n'ont jamais bien philosophé ont diverses opinions en leur esprit qu'ils ont commencé à y amasser dès leur bas âge ; et, en appréhendant avec raison que la plupart ne soient pas vraies, ils tâchent de les séparer d'avec les autres, de peur que leur mélange ne les rende toutes incertaines? Et, pour ne point se tromper, ils ne sauraient mieux faire que de les rejeter toutes ensemble, ni plus ni moins que si elles étaient toutes fausses et incertaines, puis, les examinant par ordre les unes après les autres, reprendre celles-là seules qu'ils reconnaîtront être vraies et indubitables. »